# Maran Ata

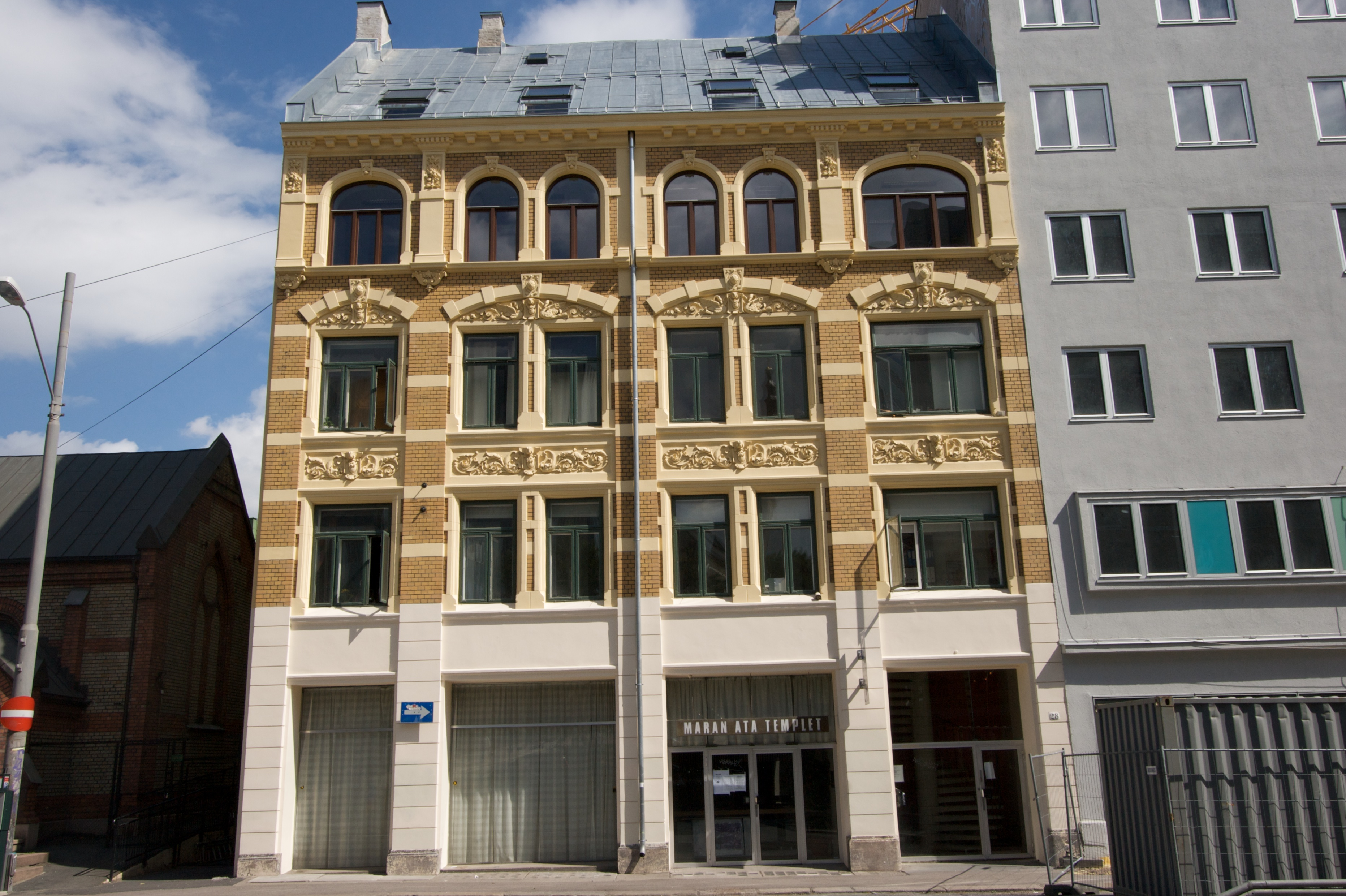
Maran Ata-templet på Møllergata i Oslo.

Maran Ata är en norsk väckelserörelse, grundad 1957 av den kände sångaren och predikanten Aage Samuelsen.
Begreppet maran ata är arameiska, betyder "vår herre kommer", och är hämtat från Första Korinthierbrevet 16:22.
Maran Ata är förebild till Maranatarörelsen, med avläggare i Sverige och Danmark.